# Museu de les Terres de l'Ebre
El Museu de les Terres de l'Ebre, amb seu a Amposta, és un museu dedicat a la història, l'etnografia, l'ecologia, l'economia i la geografia de la regió de l'Ebre. Va ser creat el 2011, com a successor de l'anterior Museu Comarcal del Montsià. Té tres sales temàtiques: «Les Terres de l'Ebre: de la prehistòria a l'edat mitjana», «L'Ebre: camí d'aigua» i una sala Temporal on cada poc temps va canviant la temàtica.
És al parc municipal d'Amposta i ocupa l'antic edifici de les Escoles públiques Miquel Granell, obra d'inspiració modernista de l'arquitecte Ramon Salas i Ricomà. Comparteix les oficines, la sala d'actes i el magatzem (800 m²) amb el centre d'exposició Lo Pati.

## Col·lecció
La seu central del Museu de les Terres de l'Ebre, ubicada a Amposta, acull dues sales d'exposicions, «Les Terres de l'Ebre: de la prehistòria a l'edat mitjana» i «L'Ebre: camí d'aigua», on el visitant, a través d'una escenografia suggerent, descobreix els testimonis de les cultures que han habitat les Terres de l'Ebre al llarg de la història. El museu conserva i gestiona una de les col·leccions més importants de la natura, l'arqueologia i l'etnologia de les Terres de l'Ebre: un fons que comprèn més de 35.000 objectes, on destaca la Falcata.

## Extensions
Sota el paraigües del museu es gestionen altres edificis:
- Centre d'Interpretació de la Cultura dels Ibers - Casa O'Connor: Casa senyorial, situada al mig del nucli urbà d'Alcanar, que conserva part de la seva estructura i distribució original, així com un important conjunt de pintures murals, mobiliari i elements arquitectònics d'estil modernista. L'edifici acull una exposició permanent d'objectes arqueològics originals procedents de les excavacions dels poblats ibers de la Moleta del Remei i de Sant Jaume-Mas d'en Serra, on s'explica la formació de la cultura ibèrica al territori. Cal destacar un conjunt de vaixella ritual indígena únic a Catalunya. L'exposició es complementa amb audiovisuals i altres recursos museístics. A la primera planta hi ha una segona exposició que dona a conèixer la història més recent d'Alcanar.[6]
- Centre d'Interpretació de la Serra de Godall: Està situat a l'edifici del Casal Municipal, remodelat a finals dels anys 80 a partir del local conegut com el Centro, del qual es va conservar la façana principal, formada per tres portalades amb finestres a cada costat. Des del 2009 s'ha adaptat la part superior de l'edifici per acollir el Centre d'Interpretació, mentre que a la planta baixa hi ha l'Oficina de Turisme. El Centre d'Interpretació disposa de dues sales. La primera està destinada a una exposició permanent on, mitjançant objectes originals, audiovisuals, il·lustracions i textos, es donen a conèixer els recursos naturals i la transformació de la serra per la mà de l'home; és a dir: la humanització de la serra. L'altra sala està destinada a usos múltiples i permet la programació periòdica d'exposicions temporals, conferències, entre d'altres.[7]
- Centre d'Interpretació de la Serra de Montsià: Ubicat al nucli urbà de Freginals, en un antic corral rehabilitat, l'objectiu del Centre és divulgar i interpretar, mitjançant una exposició permanent, els valors naturals de la serra de Montsià, juntament amb l'evolució de les activitats desenvolupades per l'home en aquest espai, des de l'època ibèrica fins ala contemporània. Es complementa, a més, amb el patrimoni del municipi i del seu entorn, sent el punt de sortida de diverses rutes amb itineraris senyalitzats i àrees interpretatives per la serra de Montsià i la serreta de Freginals. L'equipament compta també amb una sala polivalent per a acollir activitats didàctiques, exposicions temporals i actes culturals.[8]
- Centre d'Interpretació de la Vida a la Plana: S'ubica a l'antic molí d'oli de la masada de Martí, una de les més antigues de Santa Bàrbara. L'exposició permanent explica la colonització i explotació de la plana del Montsià a partir del segle xviii en set àmbits temàtics: característiques físiques de la Plana; colonització i noves poblacions d'aquests espais; masada de Martí i arquitectura; conreu tradicional de l'olivera; producció, ús i comercialització tradicionals de l'oli d'oliva i transformacions sofertes pel sector en èpoques recents.També inclou una col·lecció paleontològica i mineralògica, així com una sala polivalent per actes i exposicions.[9]
- Centre d'Interpretació de les Barraques del Delta: El centre, ubicat al número 22 del carrer de Carles I de Sant Jaume d'Enveja, està dedicat a la història de les barraques. Permet fer un recorregut històric i cultural per aquesta arquitectura popular, singular i mil·lenària, que ha esdevingut un dels símbols d’aquest territori. Aquestes construccions, bastides amb els materials que es trobaven a la zona, van ser durant segles l’habitatge dels pobladors de la plana deltaica. A través de maquetes, objectes originals, fotografies i audiovisuals, es dona a conèixer aquest valuós patrimoni arquitectònic. En una sala annexa de caràcter polivalent, es mostra una col·lecció d’aus del Delta i es projecta un audiovisual sobre les característiques i tècniques constructives de les barraques. A la part posterior de l’edifici, s’ha construït una reproducció d’una barraca a escala real, que permet il·lustrar com es vivia en aquests edificis.[10]